# The Big Bang Theory/Staffel 8
Die achte Staffel der US-amerikanischen Sitcom The Big Bang Theory feierte ihre Premiere am 22. September 2014 auf dem Sender CBS. Die deutschsprachige Erstausstrahlung sendete der deutsche Free-TV-Sender ProSieben vom 5. Januar bis zum 30. November 2015.

## Darsteller
| Rollenname                                   | Schauspieler   |
| -------------------------------------------- | -------------- |
| Dr. Leonard Leakey Hofstadter                | Johnny Galecki |
| Dr. Dr. Sheldon Lee Cooper                   | Jim Parsons    |
| Penny                                        | Kaley Cuoco    |
| Howard Joel Wolowitz, M.Eng.                 | Simon Helberg  |
| Dr. Rajesh „Raj“ Ramayan Koothrappali        | Kunal Nayyar   |
| Dr. Bernadette Maryann Rostenkowski-Wolowitz | Melissa Rauch  |
| Dr. Amy Farrah Fowler                        | Mayim Bialik   |
| Stuart Bloom                                 | Kevin Sussman  |

## Episoden
| Nr. (ges.) | Nr. (St.) | Deutscher Titel                   | Originaltitel                     | Erstausstrahlung USA | Deutschsprachige Erstausstrahlung (D) | Regie           | Drehbuch | Quoten (USA) |
| --- | --------- | --------------------------------- | --------------------------------- | -------------------- | ------------------------------------- | --------------- | --- | ------------ |
| 160 | 1         | Halbnackt in Arizona              | The Locomotion Interruption       | 22. Sep. 2014        | 5. Jan. 2015                          | Mark Cendrowski | Steven Molaro, Steve Holland & Eric Kaplan Idee: Jim Reynolds, Maria Ferrari & Tara Hernandez                   | 18,08 Mio.   |
| Sheldon taucht 45 Tage nach seiner Abreise (siehe Staffel 7, Episode 24) ausgeraubt und ohne Hose am Bahnhof von Kingman, Arizona, auf. Nachdem er mehrere Personen verstört, indem er sie in seinem Zustand um Hilfe bittet, wird er von der Polizei mitgenommen. Von der Wache aus ruft er Leonard an und bittet diesen, ihn abzuholen. Dieser macht sich mit Amy, die darüber enttäuscht ist, dass Sheldon Leonard statt ihrer selbst angerufen hat, auf die sechsstündige Autofahrt. Auf der Rückfahrt erzählt Sheldon, dass er fast das komplette US-Bundesgebiet bereist, dabei allerdings nie die Bahnhöfe verlassen habe. Nachdem Amy ihrem Ärger darüber, dass er nicht sie um Hilfe gebeten hat, kundtut, gesteht er ihr schließlich, dass er sie nicht angerufen habe, da er ihr sein Scheitern nicht eingestehen wollte. Währenddessen hat Bernadette für Penny ein Bewerbungsgespräch bei ihrer Pharmafirma für eine Stelle im Vertrieb organisiert. Inhaltlich kann Penny im Gespräch nicht überzeugen, jedoch entdecken Penny und Bernadettes Vorgesetzter ihre gemeinsame Angst vor Bernadette, sodass Penny die Stelle schließlich doch bekommt, damit beide sich nicht vor Bernadette rechtfertigen müssen. Stuart wohnt nun bei Howards Mutter und baut mit dieser eine Beziehung auf, womit Howard allerdings gar nicht einverstanden ist. |           |                                   |                                   |                      |                                       |                 | |              |
| 161 | 2         | Dunkle Materie                    | The Junior Professor Solution     | 22. Sep. 2014        | 12. Jan. 2015                         | Mark Cendrowski | Jim Reynolds, Maria Ferrari & Tara Hernandez Idee: Steven Molaro, Eric Kaplan & Steve Holland                   | 18,30 Mio.   |
| Sheldon bekommt von der Universität die Möglichkeit, sein Forschungsfeld zu wechseln, indem er eine Juniorprofessur erhält, womit allerdings auch eine Lehrverpflichtung verbunden ist. Sheldon willigt ein, muss jedoch feststellen, dass zunächst niemand an seiner Vorlesung teilnimmt, da er einen schlechten Ruf an der Universität hat. Howard möchte schließlich an seiner Vorlesung teilnehmen, Sheldon hält ihn jedoch in seiner typischen Arroganz für nicht intelligent genug und versucht, Howard durch die Auswahl des Lehrstoffs bloßzustellen, indem er explizit versucht, Howards Unwissen zu finden und zu attackieren. Howard verhält sich als Reaktion auf Sheldons schlechte Didaktik als schlechter Student, was darin mündet, dass Sheldon ihn für das Blasen eines Papierkügelchens, das er versehentlich verschluckt, bei der Personalabteilung meldet und Howard die Teilnahme an Sheldons Vorlesung aufgibt. Bernadette hält derweil Pennys Lernambitionen für die neue Stelle im Vertrieb für zu gering, während Penny wiederum von Bernadettes Hinweisen darauf genervt ist. Amy versucht aus dieser Situation Kapital zu schlagen, indem sie sich wechselseitig auf die Seite Bernadettes oder Pennys stellt. Zu ihrer Enttäuschung sieht Penny aber ein, dass sie sich vorbereiten sollte, und versöhnt sich mit Bernadette, so dass zwischen den dreien bald wieder alles ist wie vorher. |           |                                   |                                   |                      |                                       |                 | |              |
| 162 | 3         | Werfen wie ein Mädchen            | The First Pitch Insufficiency     | 29. Sep. 2014        | 19. Jan. 2015                         | Mark Cendrowski | Steven Molaro, Steve Holland & Maria Ferrari Idee: Chuck Lorre, Jim Reynolds & Anthony Del Broccolo             | 16,44 Mio.   |
| Howard bekommt von der NASA die Einladung, bei einem Heimspiel der L.A. Angels den ersten Wurf auszuführen. Bei seinem Training mit Rajesh und Bernadette stellt sich aber heraus, dass ihm jegliches Talent für Baseball fehlt und er mit konventionellen Mitteln niemals einen vernünftigen Wurf hinbekäme. Dennoch will er sich der Herausforderung stellen und versucht eine „wissenschaftliche“ Lösung, die beim Publikum zunächst Begeisterung hervorruft: Der Ball soll durch einen Marsrover zur Pitch gebracht werden. Die Stimmung im Stadion kippt jedoch bald, nachdem sich zeigt, dass seine Idee nicht richtig durchdacht war, denn der Rover fährt nur im Kriechtempo. Sheldon bringt derweil Leonard mit der Behauptung in Rage, seine Beziehung zu Amy sei nach vermeintlich objektiven Kriterien besser als dessen Beziehung zu Penny. Penny gibt sich davon zunächst unbeeindruckt, lehnt es dann aber verärgert ab, den wissenschaftlichen Test, bei dem Sheldon und Amy so gut abgeschnitten haben, ebenfalls zu versuchen. Sie gibt Leonard gegenüber zu, Angst davor zu haben, dass ihre Beziehung nicht dauerhaft hält, und sie will sich das nicht auch noch „wissenschaftlich“ bestätigen lassen. Leonard räumt schließlich ebenfalls eine gewisse Unsicherheit in Bezug auf ihre Beziehung ein, versichert Penny jedoch, sie nach wie vor unbedingt heiraten und mögliche Probleme mit ihr gemeinsam lösen zu wollen. |           |                                   |                                   |                      |                                       |                 | |              |
| 163 | 4         | Der Mann, der beide im Bett hatte | The Hook-Up Reverberation         | 6. Okt. 2014         | 26. Jan. 2015                         | Mark Cendrowski | Steven Molaro, Eric Kaplan & Jim Reynolds Idee: Steve Holland, Maria Ferrari & Tara Hernandez                   | 15,94 Mio.   |
| Als auch Leonard und Penny endlich Rajeshs Freundin Emily kennenlernen, stellt sich heraus, dass sich die beiden Frauen überhaupt nicht leiden können, was vor allem daran liegt, dass Rajesh Emily von seinem „One-Night-Stand“ mit Penny erzählt hat. Inzwischen beschließen die Jungs, in die Wiedereröffnung von Stuarts Comicbuchladen zu investieren, weil das Geld der Versicherung dafür nicht ausreicht. Allerdings stellt sich heraus, dass bereits Howards Mutter Stuart das Geld dafür gegeben hat. |           |                                   |                                   |                      |                                       |                 | |              |
| 164 | 5         | Das Vegas-Weekend                 | The Focus Attenuation             | 13. Okt. 2014        | 2. Feb. 2015                          | Mark Cendrowski | Steven Molaro, Eric Kaplan & Steve Holland Idee: Jim Reynolds, Maria Ferrari & Adam Faberman                    | 15,32 Mio.   |
| Die Jungs planen ein Wochenende, an dem sie, wie in guten alten Zeiten, gemeinsam (mehr oder weniger) nützliche Dinge erfinden wollen. Als Leonard dies den Frauen mitteilt, entschließen die sich dazu, ein spontanes Feier-Wochenende in Las Vegas einzulegen. Dort angekommen, erhält Penny von ihrem neuen Boss die Nachricht, dass sie bereits am kommenden Montag anfangen muss, so dass ihr nur noch das Wochenende für die fachliche Vorbereitung bleibt. Während Amy und Bernadette ausgiebig feiern und ziemlich über die Stränge schlagen, verbringt also Penny die Zeit mit Lernen in ihrem Hotelzimmer und legt ihren Laptop auch nicht beiseite, als sie von den beiden anderen in eine Männer-Stripshow mitgezerrt wird. Das Erfinderwochenende erweist sich derweil als Fehlschlag, weil die vier immer wieder von ihrem Vorhaben abgelenkt werden und Leonards Appelle, sich auf das Thema zu konzentrieren, ohne Wirkung bleiben. Auch der Umzug in Leonards Physiklabor hilft nicht, da nun, anstatt zu arbeiten, lustige Online-Videos geschaut werden. Als schließlich selbst eine von Leonard erdachte Strafmaßnahme für erneutes Ablenken nicht fruchtet, muss auch er einsehen, dass aus der ursprünglichen Idee nichts wird und sie kehren in die WG zum DVD-Abend zurück. |           |                                   |                                   |                      |                                       |                 | |              |
| 165 | 6         | Festgehalt statt Taschengeld      | The Expedition Approximation      | 20. Okt. 2014        | 9. Feb. 2015                          | Mark Cendrowski | Jim Reynolds, Steve Holland & Maria Ferrari Idee: Steven Molaro, Dave Goetsch & Tara Hernandez                  | 16,02 Mio.   |
| Da Penny nun einen Dienstwagen zur Verfügung gestellt bekommt, verkauft sie das Auto, das Leonard ihr geschenkt hatte. Weil sich die beiden darüber uneinig sind, was mit dem Geld aus dem Verkauf geschehen soll, besuchen sie Howard und Bernadette und bitten sie um Ratschläge. Als Howard und Bernadette dabei selbst in einen Streit geraten, vertragen sich Penny und Leonard wieder, beschließen, Streitereien um Geld später in ihrer eigenen Ehe vermeiden zu wollen und breiten das Geld auf dem Bett aus, um darauf Sex zu haben. Auch Howard und Bernadette versöhnen sich später wieder. Für Rajesh und Sheldon bietet sich unterdessen die Möglichkeit, ein Forschungsexperiment zur Dunklen Materie in einer Salzmine durchzuführen. Um zu testen, ob die beiden in dieser Umgebung überhaupt arbeiten können, führen sie eine Simulation im Versorgungskanal unter dem Keller der Universität durch. Dort führen sie – auf sich alleine gestellt – ein Gespräch über Ängste, bei dem Sheldon zugibt, Angst vor einem neuerlichen Scheitern seiner Forschung zu haben. Rajesh beruhigt ihn und erzählt ihm von seinen eigenen Ängsten, als er aus Indien in die Vereinigten Staaten kam. Als plötzlich Ratten auftauchen, bricht Sheldon das Experiment nach insgesamt nur elf Minuten ab, flieht aus dem Tunnel und lässt Rajesh mit den Ratten alleine. |           |                                   |                                   |                      |                                       |                 | |              |
| 166 | 7         | Das Mississippi-Missverständnis   | The Misinterpretation Agitation   | 30. Okt. 2014        | 16. Feb. 2015                         | Mark Cendrowski | Steven Molaro, Steve Holland & Maria Ferrari Idee: Chuck Lorre, Eric Kaplan & Jim Reynolds                      | 16,25 Mio.   |
| Sheldon trifft im Treppenhaus Dr. Lorvis (gespielt von Billy Bob Thornton), der Penny von der Arbeit kennt und sie nun um ein Date bitten möchte, nachdem er ein Augenzwinkern als Anmache ihrerseits fehlinterpretierte. Leonard erklärt Dr. Lorvis, dass Penny seine Verlobte sei, woraufhin Sheldon dem Enttäuschten in ihrer Wohnung ein Heißgetränk anbietet. Bei einem Gespräch zeigt sich, dass Dr. Lorvis in seinem Keller eine große Sammlung an Filmrequisiten und Spielautomaten hat, die er den Physikern zeigen will. Als Sheldon ihm dort erzählt, dass Pennys und Leonards Beziehung ohnehin scheitern werde, schließt Dr. Lorvis die Männer im Keller ein und sucht erneut Penny auf. Sie, Amy und Bernadette befreien die Männer aus dem Keller, die sich allerdings sehr gut amüsieren. Zuvor berichtet Bernadette ihren Freundinnen, dass sie von einer Zeitschrift zu einer der 50 schönsten Frauen der Wissenschaft gewählt wurde. Amy beschwert sich über diesen ihrer Meinung nach sexistischen Artikel. Als das Magazin daraufhin den Artikel zurückzieht, ist Bernadette sauer und wirft Amy vor, eifersüchtig auf sie zu sein, da sie selbst nicht sexuell attraktiv auf andere wirke. Als auch Bernadette von Dr. Lorvis angemacht wird, entschuldigt sie sich bei Amy. |           |                                   |                                   |                      |                                       |                 | |              |
| 167 | 8         | Es muss Liebe sein                | The Prom Equivalency              | 6. Nov. 2014         | 23. Feb. 2015                         | Mark Cendrowski | Steven Molaro, Eric Kaplan & Maria Ferrari Idee: Jim Reynolds, Steve Holland & Jeremy Howe                      | 16,56 Mio.   |
| Die Freundinnen finden Pennys altes Abschlussballkleid wieder und beschließen, einen neuen „Abschlussball“ auf dem Dach des Hauses abzuhalten. Leonards Andeutungen, dass Paare nach dem Ball üblicherweise Sex haben, machen Sheldon, der mit seiner Freundin Amy bisher noch nie intim war, Angst. Als er Amy in ihrem Ballkleid sieht, bekommt er eine Panikattacke. Amy versichert ihm, dass sie ihn wegen des Sex nicht unter Druck setzen werde. Sie wolle ihm jedoch etwas sagen und finde es in Ordnung, wenn er nicht darauf antworten könne. Sheldon unterbricht Amy und sagt: „Ich liebe dich auch.“ Nun bekommt auch Amy eine Panikattacke. Howard fürchtet, dass Stuart seine Mutter Debbie als Ballbegleitung mitbringen könnte, doch stattdessen hat Stuart Howards Cousine zweiten Grades Jeanie eingeladen, an die er einst seine Unschuld verloren hatte. Howard gerät mit Stuart in einen heftigen Streit und sagt ihm, er solle keine Beziehungen mit seinen Familienmitgliedern eingehen. Als Howards Mutter Stuart anruft, lässt er Jeanie auf dem Ball zurück und geht zu ihr. Leonard und Penny tanzen romantisch auf dem Dach. Beide geben zu, dass sie in ihrer Jugend wohl kaum miteinander getanzt hätten. Umso glücklicher seien sie heute. |           |                                   |                                   |                      |                                       |                 | |              |
| 168 | 9         | Eine Urne für Leonard             | The Septum Deviation              | 13. Nov. 2014        | 2. März 2015                          | Anthony Rich    | Eric Kaplan, Steve Holland & Tara Hernandez Idee: Steven Molaro, Bill Prady & Maria Ferrari                     | 16,90 Mio.   |
| Als Leonard ankündigt, sich wegen einer Nasenscheidewandverkrümmung einer Operation unterziehen zu wollen, ist Sheldon um dessen Wohlergehen besorgt und rät ihm dringend davon ab. Leonard lässt den Eingriff wegen Sheldons Panikmache daher heimlich vornehmen und wird dabei von Penny und Amy gedeckt. Doch Sheldon findet es schließlich doch heraus und lässt sich von Amy zum Krankenhaus fahren, wo Leonard gerade operiert wird. Als nach einem kleineren Erdbeben der Strom ausfällt, macht sich Sheldon ernsthafte Sorgen und will sofort zu Leonard. Im Halbdunkeln läuft er dabei gegen eine Glastür und verletzt sich. Tags darauf sitzen beide mit bandagierten Nasen zu Hause und Leonard hält Sheldon vor, er hätte sich so sehr um ihn gesorgt, weil er ihn so sehr lieben würde. Später erhält Sheldon eine Lieferung mit zwei Bestattungsurnen für sich und Leonard, die er nun nicht mehr retournieren kann, weil er sie bereits hat gravieren lassen. Raj sucht für seine Eltern ein Geschenk zum 40. Hochzeitstag, muss aber erfahren, dass sich die beiden scheiden lassen wollen und längst getrennt leben. Bernadette fürchtet, dass das auch ihrer Ehe passieren könnte und so beschließen Howard und Bernadette, sich gegenseitig Komplimente zu machen, was jedoch in Sarkasmus ausartet. |           |                                   |                                   |                      |                                       |                 | |              |
| 169 | 10        | Der Champagnerpakt                | The Champagne Reflection          | 20. Nov. 2014        | 9. März 2015                          | Mark Cendrowski | Jim Reynolds, Steve Holland & Dave Goetsch Idee: Steven Molaro, Tara Hernandez & David Saltzberg                | 14,61 Mio.   |
| Sheldon dreht mit Amy eine Folge Spaß mit Flaggen. Diese soll die letzte sein, da er nicht mehr genug Zeit für die Produktion habe. Die produzierte Folge zeigt Kompilationen früherer Spaß-mit-Flaggen-Folgen. Leonard, Howard und Raj räumen das Büro eines verstorbenen Professors und stellen dabei bestürzt fest, dass dieser im Beruf keine nennenswerten Forschungsergebnisse erbrachte und auch keine Familie hatte und dass das einzige, was von ihm übrig geblieben ist, eine ungeöffnete Flasche Champagner ist. Penny spricht Bernadette auf ihr aggressives Verhalten an und überzeugt sie, sich zu bessern. Bernadette erfährt anschließend von den Entwicklungen in der Firma, welche ihr, aus Angst vor ihrer Reaktion, vorenthalten wurden. |           |                                   |                                   |                      |                                       |                 | |              |
| 170 | 11        | Weihnachtswunder mit Taube        | The Clean Room Infiltration       | 11. Dez. 2014        | 16. März 2015                         | Mark Cendrowski | Eric Kaplan, Jim Reynolds & Steve Holland Idee: Maria Ferrari, Tara Hernandez & Jeremy Howe                     | 15,49 Mio.   |
| Es ist Weihnachten und Amy richtet eine Feier aus. Howard und Leonard verspäten sich jedoch, weil bei ihrem Experiment eine Taube in den Reinraum gekommen ist. Auch Bernadette und Sheldon kommen zu spät, weil diese Sheldon dabei hilft, ein Geschenk für Amy zu kaufen. So sind zunächst nur Penny und Rajs Vater bei Amy, die sich bei ihr aber nicht sonderlich amüsieren. |           |                                   |                                   |                      |                                       |                 | |              |
| 171 | 12        | Eine Nacht pro Woche              | The Space Probe Disintegration    | 8. Jan. 2015         | 23. März 2015                         | Mark Cendrowski | Steven Molaro, Steve Holland, & Maria Ferrari Idee: Bill Prady, Eric Kaplan, & Jim Reynolds                     | 18,11 Mio.   |
| Sheldon und Leonard wollen mit Penny und Amy ein Spiel spielen, bei dem es um Der Herr der Ringe geht. Aber Penny und Amy wollen keine achtstündigen Brettspiele spielen. Sie beanstanden, dass sie immer das machen müssen, was die Jungs wollen. Also beschließen die Vier, dass sie nun das tun, was die Mädchen gerne machen. Sie suchen nach einer Aktivität, die den Jungs nicht gefällt. Gefunden wird: Einkaufen gehen, während die Jungs auf die Handtaschen aufpassen. Raj macht sich währenddessen um eine Raumsonde Sorgen. Howard versucht, ihn zu beruhigen, was sich allerdings als Herausforderung erweist. |           |                                   |                                   |                      |                                       |                 | |              |
| 172 | 13        | Der optimale Angstbereich         | The Anxiety Optimization          | 29. Jan. 2015        | 14. Sep. 2015                         | Mark Cendrowski | Jim Reynolds, Steve Holland & Tara Hernandez Idee: Eric Kaplan, Maria Ferrari & Adam Faberman                   | 17,25 Mio.   |
| Sheldon glaubt herausgefunden zu haben, wie er optimal arbeiten kann. Er glaubt, nur unter Druck zu guten Ergebnissen kommen zu können, deswegen sucht er seinen optimalen Angstbereich. Howard und Leonard spielen währenddessen das Spiel „Emily oder Cinnamon“. Dabei gibt Howard Sätze von Raj wieder und die anderen müssen raten, zu wem er es gesagt hat: Emily oder Cinnamon. |           |                                   |                                   |                      |                                       |                 | |              |
| 173 | 14        | Sheldon und der Troll             | The Troll Manifestation           | 5. Feb. 2015         | 21. Sep. 2015                         | Mark Cendrowski | Jim Reynolds, Steve Holland & Maria Ferrari Idee: Steven Molaro, Eric Kaplan & Tara Hernandez                   | 17,09 Mio.   |
| Leonard entwickelt mit Sheldon zusammen eine Theorie und sie veröffentlichen darüber eine Abhandlung im Internet. Am Tag darauf werden sie von einem anonymen Physiker im Internet beschimpft und als dumm dargestellt. Als sie diesen über Skype anrufen, stellt sich heraus, dass es sich um Stephen Hawking handelt. Penny, Amy und Bernadette haben wieder einen Mädelsabend. Bernadette möchte unbedingt den Gorilla-Film mit Penny sehen. Penny ist das jedoch peinlich. Während sie schauen, findet Penny findet im Internet ein Video mit der jungen Bernadette bei einem Schönheitswettbewerb, was nun Bernadette peinlich ist. Diese wiederum verrät, dass Amy eine Geschichte im Stile von „Unsere kleine Farm“ verfasst und im Internet veröffentlicht. Penny findet diese, die angelehnt ist an Amys und Sheldons Beziehung, und Amy lässt sich überreden, daraus vorzulesen. Später liest Penny Teile der Geschichte Leonard im Bett vor. |           |                                   |                                   |                      |                                       |                 | |              |
| 174 | 15        | Ein Prosit auf Mrs. Wolowitz      | The Comic Book Store Regeneration | 19. Feb. 2015        | 28. Sep. 2015                         | Mark Cendrowski | Steven Molaro, Eric Kaplan & Steve Holland Idee: Jim Reynolds, Maria Ferrari & Jeremy Howe                      | 17,49 Mio.   |
| Beim gemeinsamen Mittagessen erfährt Sheldon, dass Amy Barry Kripke bei seinen Forschungen zur String-Theorie unterstützt hat, was ihm besonders bitter aufstößt, da er selbst die Forschung an der String-Theorie aufgegeben hatte, weil er sie als Sackgasse sah. Als Penny daraufhin versucht, Sheldon beizubringen, loszulassen, plaudert Sheldon aus, dass Amy in der letzten Zeit Penny immer wieder Rätselaufgaben gab, um ihre Intelligenz mit der ihrer Laboraffen zu vergleichen, woraufhin wiederum Penny wütend auf Amy wird und sie im Hausflur damit konfrontiert. Stuart feiert derweil die Wiedereröffnung seines Comicbuchladens, bei der Howard feststellen muss, dass Stuart geschenkte Möbel aus der Wohnung seiner Mutter im Laden aufgestellt hat. Diesen Umstand empfindet Howard in Anbetracht der Tatsache, dass Stuart es überhaupt erst Howards Mutter zu verdanken hat, dass er den Laden wiedereröffnen konnte, als unangemessen. Während Leonard und Raj beim Abholen des Essens auf Nathan Fillion treffen, versucht Bernadette Howard aufzubauen, indem sie anmerkt, dass der Erfolg von Stuarts neu eröffnetem Laden ihm wieder auf eigene Beine helfen könnte, was Howard aber nicht hilft. Als sich alle wieder im Comicbuchladen versammelt haben, erschüttert eine tragische Nachricht die Gruppe: Howards Mutter, welche in Florida bei ihrer Schwester Gladys zu Besuch war, ist gestorben. |           |                                   |                                   |                      |                                       |                 | |              |
| 175 | 16        | Die Intimitäts-Beschleunigung     | The Intimacy Acceleration         | 26. Feb. 2015        | 5. Okt. 2015                          | Mark Cendrowski | Steven Molaro, Jim Reynolds & Steve Holland Idee: Dave Goetsch, Eric Kaplan & Tara Hernandez                    | 16,67 Mio.   |
| Raj berichtet von einem Experiment, bei dem Menschen dazu gebracht werden sollen, sich innerhalb kurzer Zeit ineinander zu verlieben. Sheldon und Penny beschließen dieses Experiment auszuprobieren und stellen sich gegenseitig Fragen. Im Verlauf des Gesprächs kommen die beiden sich tatsächlich näher und Sheldon erzählt Penny sogar, dass an diesem Tag sein Geburtstag ist, obwohl dies bisher ein gut gehütetes Geheimnis war, weil er Geburtstagsfeiern außerordentlich hasst. Währenddessen wollen Howard und Bernadette die Urne mit der toten Mrs. Wolowitz am Flughafen abholen. Der Koffer wurde allerdings vertauscht, Howard flippt aus und schreit die Mitarbeiterin an. Der Koffer mit Mrs. Wolowitz’ Urne taucht schließlich wieder auf und Howard verspricht, sie nie mehr allein zu lassen, was nicht gerade höchste Freude bei Bernadette hervorruft. Raj, Emily, Leonard und Amy beschließen in dieser Zeit einen neuen Trend auszuprobieren, bei dem sie sich in einem Raum einschließen lassen, um dort verschiedene Rätsel zu lösen (Escape Game). Die Rätsel erweisen sich für die vier promovierten Hochbegabten als sehr leicht zu lösen, und sie meistern die ganze Aufgabe in Rekordzeit. In der letzten Szene überraschen die Freunde Sheldon zu dessen Geburtstag. |           |                                   |                                   |                      |                                       |                 | |              |
| 176 | 17        | Die Mars-Bewerbung                | The Colonization Application      | 5. März 2015         | 12. Okt. 2015                         | Mark Cendrowski | Steven Molaro, Eric Kaplan & Maria Ferrari Idee: Dave Goetsch, Jim Reynolds & Tara Hernandez                    | 18,17 Mio.   |
| Sheldon und Amy wollen sich eine Schildkröte kaufen. Jedoch endet der Kauf erfolglos, weil sie sich nicht entscheiden können und Sheldon letztlich gebissen wird. Er erzählt, dass er sich für den Flug zum Mars bewerben möchte und hat bereits ein Vorstellungsvideo aufgenommen. Amy ist alles andere als erfreut, denn er hätte es ihr sagen können. Leonard gesteht Penny einen Besuch im Sex-Shop. Daraufhin produzieren sie ein „Kunstwerk“ auf Leinwand mit ihren bemalten Körpern. Bernadette macht Howards Steuererklärung, hat jedoch Schwierigkeiten, alle Lego-Bausätze als Betriebsausgaben abzusetzen. Währenddessen hat Raj ein Date bei Emily zu Hause. Als sie noch einmal weg muss, öffnet er eine Schublade in ihrem Schlafzimmer, die daraufhin zu Bruch geht. Auch mit Howards Unterstützung gelingt es ihm nicht, diese rechtzeitig zu reparieren, so dass er Emily seine Neugier gesteht. Sie verzeiht ihm und beide landen im Bett. Auch Sheldon kann Amys Ärger zerstreuen, als er ihr bedeutet, sie gern auf dem Mars dabei zu haben. |           |                                   |                                   |                      |                                       |                 | |              |
| 177 | 18        | Das große Reste-Essen             | The Leftover Thermalization       | 12. März 2015        | 19. Okt. 2015                         | Mark Cendrowski | Eric Kaplan, Jim Reynolds & Steve Holland Idee: Steven Molaro, Maria Ferrari & Jeremy Howe                      | 16,13 Mio.   |
| Im “Scientific American” erscheint ein Artikel über die Veröffentlichung von Leonard und Sheldon, Leonards Anteil wird jedoch überhaupt nicht erwähnt. Sheldon hat dies verschuldet, gibt sich Leonard gegenüber allerdings arglos. Raj hilft Howard beim Umzug der Sachen seiner toten Mutter. Weil der Strom ausfällt, drohen größere Mengen eingefrorenen Essens aufzutauen, worauf Howard beschließt, alle zu einem großen Essen einzuladen. Beim Essen wollen sie Salonthemen diskutieren, Sheldon und Leonard geraten jedoch schnell wieder in Streit über den Artikel. Bernadette spricht schließlich ein Machtwort, worauf sich alle versöhnen. |           |                                   |                                   |                      |                                       |                 | |              |
| 178 | 19        | Die Skywalker-Attacke             | The Skywalker Incursion           | 2. Apr. 2015         | 26. Okt. 2015                         | Mark Cendrowski | Steven Molaro, Steve Holland & Maria Ferrari Idee: Jim Reynolds, Tara Hernandez & Jeremy Howe                   | 13,89 Mio.   |
| Sheldon und Leonard werden aufgrund ihres Artikels zu einem Vortrag nach Berkeley eingeladen und begeben sich im Auto auf die Reise. Da sie relativ früh dran sind, beschließen sie, der auf dem Weg liegende Skywalker-Farm von George Lucas einen Besuch abzustatten. Nachdem Sheldon auf eigene Faust eindringt, werden beide verhaftet und festgesetzt. Der Wachdienst lässt sie jedoch wieder gehen. Obgleich sie ihren Vortrag in Berkeley verpasst haben, sind beide schließlich glücklich über die Blicke, die sie auf einige Filmreliquien der Lucas-Filme erhaschen konnten. Die anderen versuchen, den Haushalt von Mrs. Wolowitz aufzulösen. Howard möchte sich nicht von der Raum-Zeit-Maschine aus Doctor Who (TARDIS) lösen. Daraufhin tragen Penny (später dann Raj) gegen Raj (später Amy) ein Tischtennis-Match stellvertretend für Bernadette und Howard aus. Beim entscheidenden Spielstand überredet Bernadette Amy, absichtlich zu verlieren, damit sie mithilfe der TARDIS Sheldon in ihr Schlafzimmer locken kann, was allerdings misslingt. |           |                                   |                                   |                      |                                       |                 | |              |
| 179 | 20        | Über Nacht im Fort                | The Fortification Implementation  | 9. Apr. 2015         | 2. Nov. 2015                          | Mark Cendrowski | Jim Reynolds, Saladin Patterson & Tara Hernandez Idee: Steven Molaro, Steve Holland & Maria Ferrari             | 14,78 Mio.   |
| Sheldon wird nicht zu einem Symposium in Richard Feynmans Haus eingeladen und ist äußerst schlecht gelaunt. Darunter leidet auch der Beziehungsabend mit Amy. Allerdings gelingt es ihr, Sheldon zum Bau eines Forts aus Bettlaken zu überreden. Er ist so begeistert, dass er kurzentschlossen die Beziehungsvereinbarung außer Kraft setzt und es zur ersten Übernachtung von Amy bei Sheldon kommt. Bernadette, Howard und Raj denken über die Umgestaltung des Wolowitzschen Hauses nach. Es platzt ein junger Mann herein, der angibt, Howards Halbbruder zu sein. Alle sind zunächst gegen ihn und zweifeln dies an. Als Howard jedoch überraschende Gemeinsamkeiten feststellt, steht die Verwandtschaft für ihn fest. Penny und Leonard nehmen an einem Podcast mit Wil Wheaton teil. Dabei kommt es zum Streit zwischen ihnen, da Penny überlegt, neben ihrem Job wieder eine B-Filmrolle anzunehmen. Zudem stellt sich heraus, dass sie weit mehr als Leonard verdient und ihr Geld erfolgreich in Aktien anlegt. Er ist nun fast bereit, der Filmrolle zuzustimmen. Jedoch macht Will ihm klar, dass Penny sich weiterentwickelt hat. |           |                                   |                                   |                      |                                       |                 | |              |
| 180 | 21        | Wir sind alle Chef                | The Communication Deterioration   | 16. Apr. 2015        | 9. Nov. 2015                          | Mark Cendrowski | Dave Goetsch, Steve Holland, Jeremy Howe & Tara Hernandez Idee: Steven Molaro, Eric Kaplan & Jim Reynolds       | 14,82 Mio.   |
| Raj soll für die NASA eine Methode entwickeln, um mit Aliens in Kontakt zu treten. Er bittet die Jungs um Rat, Sheldon und Howard versuchen sofort die Kontrolle über das Projekt zu übernehmen. So entscheidet sich Raj für Leonard als Mitarbeiter. Nach kurzer Zeit stellen die beiden fest, dass die Ideen von Sheldon und Howard gut waren und sie ihre Hilfe brauchen. Die Aliens finden die Nachricht und denken, dass Sheldon lecker aussieht. Penny ist unsicher, ob sie ihre Karriere als Schauspielerin nochmals lancieren soll. Sie will Sheldon um Rat bitten, doch der will nicht, weil die Leute denken, er sei zu kontrollierend. Mit einem Trick schafft es Penny trotzdem. Das Vorsprechen zeigt Penny dann aber, dass sie den Umgang mit den Konkurrentinnen nicht mehr mag. Sie bedankt dann sich bei Bernadette dafür, dass sie ihr mit dem Job als Pharmareferentin geholfen hat, und lädt sie und Amy zu einem Essen ein. |           |                                   |                                   |                      |                                       |                 | |              |
| 181 | 22        | Angriff der Killerdrohne          | The Graduation Transmission       | 23. Apr. 2015        | 16. Nov. 2015                         | Anthony Rich    | Chuck Lorre, Dave Goetsch & Anthony Del Broccolo Idee: Steven Molaro, Steve Holland & Eric Kaplan               | 14,63 Mio.   |
| Raj kauft sich eine Drohne, die aber nicht funktioniert. Sheldon, Howard und Raj beschließen, die Drohne zu reparieren, Raj bekommt durch Schmeicheleien Geld von seinen Eltern, um sich neue Drohnen zu kaufen. Am Ende, trotz Fehlstart, fliegt die Drohne wieder, sie wird aber von jemand anderem gesteuert und verwüstet die Wohnung. Leonard soll währenddessen zu seiner alten Schule fliegen, der Start der Maschine fällt jedoch aus. Also ruft Penny bei der Schule an und Leonard hält seine Rede über Skype. |           |                                   |                                   |                      |                                       |                 | |              |
| 182 | 23        | Mütter in Aufruhr                 | The Maternal Combustion           | 30. Apr. 2015        | 23. Nov. 2015                         | Anthony Rich    | Chuck Lorre, Peter Chakos, Kristy Cecil & Anthony Del Broccolo Idee: Steven Molaro, Steve Holland & Eric Kaplan | 13,85 Mio.   |
| Sheldon und Leonard erhalten eine Auszeichnung. Beide bereiten ihre Mütter, die zu diesem Anlass anreisen, darauf vor, dass sie auf die extrem unterschiedliche Weltanschauung der jeweils anderen Rücksicht nehmen sollen. Trotzdem kommt es zur Konfrontation zwischen Leonards kühl-analytischer und Sheldons christlich-frommer Mutter. Außerdem ist Leonard eifersüchtig, weil Sheldon nicht nur mit der Liebe von dessen Mutter überschüttet wird, sondern auch mit der Bewunderung von seiner eigenen. Sheldon nutzt seinen Einfluss auf Leonards Mutter, um diese zu einem anderen Umgang mit ihrem Sohn zu bewegen. Nachdem sich die beiden Mütter versöhnt haben, bemüht sich Leonards Mutter tatsächlich zu einer Umarmung ihres Sohns, die freilich ungeübt steif ausfällt. Bernadette versucht derweil Howard, Stuart und Raj, die sich wie faule Teenager aufführen, zur Mitarbeit im Haushalt zu erziehen, worauf sie sich unbeholfen einlassen. |           |                                   |                                   |                      |                                       |                 | |              |
| 183 | 24        | Es waren doch nur Küsse           | The Commitment Determination      | 7. Mai 2015          | 30. Nov. 2015                         | Mark Cendrowski | Steven Molaro, Steve Holland & Eric Kaplan Idee: Chuck Lorre, Jim Reynolds & Maria Ferrari                      | 14,64 Mio.   |
| Als Sheldon und Amy sich an ihrem 5. Jahrestag küssen, unterbricht Sheldon den intimen Moment, indem er Amy fragt, ob er sich die neue Serie The Flash ansehen soll. Ihre Wut darüber versteht er nicht und sucht bei Leonard und Penny Rat. Als diese ihm erklären, dass Amy mit dem Tempo der Beziehung nicht einverstanden ist, reitet Sheldon so lange darauf herum, dass Leonard und Penny ja auch noch keinen Hochzeitstermin hätten, bis die beiden spontan aufbrechen, um in Las Vegas zu heiraten. Auf der Fahrt kriselt es zwischen den beiden, als Leonard beichtet, dass er auf seiner Expeditionsreise auf dem Schiff eine andere Frau geküsst hat. Derweil beginnt Raj an der Beziehung mit Emily zu zweifeln, da sie ihm nach und nach mit ihrer Leidenschaft für ungewöhnliche Dinge Angst macht. Trotzdem gesteht er ihr bei einem Picknick auf dem Friedhof seine Liebe. Unterdessen beschließen Bernadette und Howard, Stuart endlich zum Auszug zu drängen, bringen es dann aber doch nicht übers Herz, als sich herausstellt, dass dieser gerade Geburtstag hat. Sheldon sucht das Gespräch mit Amy, sie unterbricht ihn jedoch und beschreibt die Beziehung zu Sheldon als eine Herausforderung und eine Geduldsprobe und dass sie ihn zwar liebe, jedoch Abstand gewinnen möchte, um ihre Situation neu bewerten zu können. Sie beendet das Gespräch und Sheldon wendet sich an die Gollum-Figur auf seinem Schreibtisch: „Tja Gollum, du bist doch ein Experte für Ringe. Was mach ich denn jetzt mit dem hier?“ Die Staffel endet, als Sheldon einen Verlobungsring aus seiner Schublade zieht. |           |                                   |                                   |                      |                                       |                 | |              |

## DVD-Veröffentlichung
In den Vereinigten Staaten wurde die DVD zur achten Staffel am 15. September 2015 veröffentlicht. Im Vereinigten Königreich bzw. in Deutschland ist die DVD zur achten Staffel seit dem 14. September 2015 bzw. seit dem 3. Dezember 2015 erhältlich.